# Коуса, Микко
Микко Коуса (фин. Mikko Kousa; род. 11 мая 1988, Лахти, Хяме) — финский хоккеист, защитник. Воспитанник клуба «Киеккорейпас».

## Достижения
- Чемпион Финляндии: 2011
- Чемпион Финляндии среди юниоров: 2007
- Лучший бомбардир-защитник чемпионата Финляндии среди юниоров: 2008

## Статистика
| Легенда | Легенда                    | Легенда | Легенда                   | Легенда | Легенда    |
| ------- | -------------------------- | ------- | ------------------------- | ------- | ---------- |
| И       | Количество проведённых игр | Штр     | Штрафное время            | +/−     | Плюс-минус |
| Г       | Голы                       | П       | Голевые передачи          | О       | Очки       |
| -       | Статистика неизвестна      | —       | Статистика не учитывалась |         |            |

### Международная
Последнее обновление: 21 мая 2012 года
| Турнир      | Место | Игр | Г | П | Очк | +/- | Штр |
| ----------- | ----- | --- | - | - | --- | --- | --- |
| МЧМ 2008    | 6     | 6   | 1 | 2 | 3   | --  | 4   |
| ЕХТ 2011/12 | 2     | 9   | 1 | 1 | 2   | --  | 4   |